# Marhab ibn al-Harith
Marhab ibn al-Harith (arabisch مرحب بن الحارث, DMG Marḥab b. al-Ḥāriṯ) oder Marhab ibn Abī Zainab, im Volksmund bekannt als der Ritter von Chaybar, war ein jüdischer Ritter, der für seine militärische Rolle in der Schlacht von Chaybar bekannt ist. Neben seinem Ritterstand und seiner herausragenden Leistung im Krieg war er ein Dichter. Er ließ auf einem Schwert eingravieren: "Dies ist das Schwert von Marhab; wer es schmeckt, stirbt".